# Nyíregyháza
Nyíregyháza (phát âm tiếng Hungary: [ɲiːrɛɟhaːzɒ] ⓘ) là thành phố ở đông bắc Hungary và là thủ phủ của hạt Szabolcs-Szatmár-Bereg. Với dân số 117.000 người, nó là thành phố lớn 7 ở Hungary và là một trong những thành phố hàng đầu ở Bắc Hungary và phía bắc của Đại Đồng Bằng Hungary (Alföld). Thành phố phát triển năng động và ngoạn mục từ thế kỷ 18, là trung tâm kinh tế văn hóa của vùng. Sở thú Nyíregyháza có hơn 300 loài.